# Fuþorc
Il fuþorc (o futhorc) /fuθork/ è un sistema di segni che fu utilizzato dagli Anglosassoni e dai Frisoni per scrivere in antico inglese ed antico frisone a partire dal V secolo; esso discende dal fuþark antico, di 24 rune, e contiene tra le 26 e le 33 rune.

## Storia

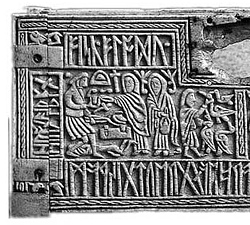
La parte sinistra del pannello frontale dello scrigno di Franks (VII secolo), che rappresenta la leggenda germanica di Weland il fabbro e contiene un enigma in rune fuþorc.

Vi sono teorie contrastanti sulle origini del Fuþorc anglosassone. Una teoria propone che si sviluppò in Frisia e da lì si diffuse più tardi in Inghilterra; un'altra afferma che le rune furono dapprima introdotte in Inghilterra dalla Scandinavia dove fu modificato (e si creò il fuþorc) ed esportato poi in Frisia. Entrambe le teorie hanno le loro debolezze interne, ed una risposta definitiva dovrà probabilmente aspettare nuove prove archeologiche.
Il primo fuþorc era identico al Fuþark antico, eccetto per la differenziazione della runa ansuz (, a) in tre diverse varianti,  (āc),  (æsc) e  (ōs), per un totale quindi di 26 rune: ciò si rese necessario per tener conto dei nuovi fonemi prodotti dalla differenziazione ingaevonica degli allofoni delle a lunga e breve. Il più antico esempio di runa ōs () è stato trovato sul bratteato di Undley (V secolo); la runa āc () fu introdotta più tardi, nel VI secolo. La runa haglaz con due barre (, h) caratteristica delle iscrizioni continentali è attestata a partire dal 698, sulla tomba di San Cutberto; prima di tale data veniva utilizzata la variante scandinava a barra singola.
In Inghilterra il fuþorc fu esteso ulteriormente a 28 ed infine a 33 rune, e la scrittura runica in Inghilterra divenne strettamente legata agli scriptoria latini dal tempo della cristianizzazione degli Anglosassoni nel VII secolo. Il fuþorc cominciò ad essere sostituito dall'alfabeto latino durante il IX secolo; in alcuni casi, i testi sono stati scritti nell'alfabeto latino ma le rune sono utilizzate in luogo delle parole che rappresentano, e le lettere þorn e wynn divennero d'uso comune come estensioni dell'alfabeto latino. Dalla conquista normanna dell'Inghilterra del 1066 il fuþorc diventò sempre più raro e sparì del tutto poco dopo; da almeno cinque secoli di utilizzo, meno di 200 manufatti che portano iscrizioni in fuþorc sono sopravvissuti.

## Lettere

Il fuþorc.

Il poema runico anglosassone (Cotton Otho B.x.165) nomina le seguenti rune, elencate qui con il loro simbolo Unicode, il loro nome, la loro traslitterazione ed il loro valore fonetico approssimativo nella notazione IPA (ove differente dalla traslitterazione):
| Runa | UCS | Nome antico inglese | Significato      | Traslitterazione | IPA        |
| ---- | --- | ------------------- | ---------------- | ---------------- | ---------- |
|      | ᚠ   | Feoh                | "ricchezza"      | f                | [f], [v]   |
|      | ᚢ   | Ur                  | "uro"            | u                | [u]        |
|      | ᚦ   | Þorn                | "spina"          | þ, ð             | [θ], [ð]   |
|      | ᚩ   | Ós                  | "dio"            | ó                | [o]        |
|      | ᚱ   | Rad                 | "cavalcata"      | r                | [ɹ]        |
|      | ᚳ   | Cen                 | "fiaccola"       | c                | [k]        |
|      | ᚷ   | Gyfu                | "dono"           | ȝ                | [g], [j]   |
|      | ᚹ   | Wynn                | "gioia"          | w, ƿ             | [w]        |
|      | ᚻ   | Hægl                | "grandine"       | h                | [h]        |
|      | ᚾ   | Nyd                 | "bisogno"        | n                | [n]        |
|      | ᛁ   | Is                  | "ghiaccio"       | i                | [i]        |
|      | ᛄ   | Ger                 | "anno, raccolto" | j                | [j]        |
|      | ᛇ   | Eoh                 | "tasso"          | eo               | [e:o]      |
|      | ᛈ   | Peorð               | “gioco”          | p                | [p]        |
|      | ᛉ   | Eolh                | "alce"           | x                | [ks]       |
|      | ᛋ   | Sigel               | "Sole"           | s                | [s], [z]   |
|      | ᛏ   | Tiw                 | "Týr"            | t                | [t]        |
|      | ᛒ   | Beorc               | "betulla"        | b                | [b]        |
|      | ᛖ   | Eh                  | "cavallo"        | e                | [e]        |
|      | ᛗ   | Mann                | "uomo"           | m                | [m]        |
|      | ᛚ   | Lagu                | "lago"           | l                | [l]        |
|      | ᛝ   | Ing                 | "Yngvi"          | ŋ                | [ŋ]        |
|      | ᛟ   | Éðel                | "patrimonio"     | œ                | [ø(ː)]     |
|      | ᛞ   | Dæg                 | "giorno"         | d                | [d]        |
|      | ᚪ   | Ac                  | "quercia"        | a                | [ɑ]        |
|      | ᚫ   | Æsc                 | "frassino"       | æ                | [æ]        |
|      | ᚣ   | yr                  | "arco"           | y                | [y]        |
|      | ᛡ   | Ior                 | "anguilla"       | ia, io           | [jɑ], [jo] |
|      | ᛠ   | Ear                 | ("tomba"?)       | ea               | [ea]       |

Le prime 24 di queste sono una diretta continuazione delle lettere del Fuþark antico, esteso da 5 rune aggiuntive che rappresentano vocali lunghe e dittonghi (á, æ, ý, ia, ea), paragonabili alle cinque forfeda dell'alfabeto ogamico.
La Þ e la Ƿ furono introdotte in seguito nell'alfabeto latino inglese per rappresentare i suoni [θ] e [w], ma furono poi sostituiti con th e w nel medio inglese.
La sequenza delle rune non è fissata, e non lo è neppure il loro semplice elenco. Il poema runico riporta questa sequenza:
f u þ o r c ȝ w h n i j eo p x s t b e m l ŋ œ d a æ y io ea
ma lo scramasax di Beagnoth ne fornisce una diversa di 28 rune, con lievi differenze di ordine e la éðel mancante:
f u þ o r c ȝ w h n i io eo p x s t b e ŋ d l m j a æ y ea
Anche il Codex Vindobonensis 795 ha 28 lettere. La Croce di Ruthwell ne possiede 31. Il Cotton Domitianus A.ix (XI secolo) possiede, oltre alle 29 del poema runico, altre 4 rune aggiuntive:
30.  "cweorð" (ᛢ, kw), una variante della runa peorð;
31.  "calc" (ᛣ, k), che significa "calice" ed appare  quando doppia (kk);
32.   "stan" (ᛥ, st), che significa "pietra";
33.  "gar" (ᚸ, g velare in opposizione alla palatale ȝ rappresentata dalla runa gyfu), che significa "lancia".
Queste quattro lettere aggiuntive non sono state ritrovate in alcuna epigrafe (la "stan" si ritrova sul bastone di Westeremden, ma probabilmente come spiegelrune). Il Cotton Domitianus A.ix raggiunge così un totale di 33 lettere, disposte secondo l'ordine:
f u þ o r c ȝ w h n i j eo p x s t b e m l ŋ d œ a æ y ea io cw k st g
Nel manoscritto le rune sono disposte in tre righe, con una glossa sul loro equivalente latino sotto di loro (nella terza riga sopra di loro) e con i loro nomi sopra (nella terza riga sotto). Il manoscritto reca tracce di correzioni risalenti al XVI secolo, che invertono la posizione di m e d; la eolh è chiamata erroneamente "sigel", ed al posto della sigel si trova una lettera simile ad una cen (ᚴ), corretta sopra con la vera sigel; la eoh è chiamata erroneamente "eþel". A parte "ing" ed "ear", tutti i nomi di rune sono dovute ad una mano più tarda, identificata in Robert Talbot (?-1558).
| feoh        | ur       | þorn     | os         | rað   | cen  | gifu | wen   | hegel | neað | inc | geu{a}r | sigel | peorð |   | ᛋ sig |
| ᚠ           | ᚢ        | ᚦ        | ᚩ          | ᚱ     | ᚳ    | ᚷ    | ᚹ     | ᚻ     | ᚾ    | ᛁ   | ᛄ       | ᛇ     | ᛈ     | ᛉ | ᚴ     |
| f           | u        | ð        | o          | r     | c    | g    | uu    | h     | n    | i   | ge      | eo    | p     | x | s     |
| tir         | berc     | eþel     | deg        | lagu  | mann |      | ᛙ pro | ac    | ælc  | yr  |         |       |       |   |       |
| ᛏ           | ᛒ        | ᛖ        | ᛗ          | ᛚ     | ᛝ    | ᛞ    | ᛟ     | ᚪ     | ᚫ    | ᚣ   | ᛡ       |       |       |   |       |
| t           | b        | e        | m{d}       | l     | ing  | ð{m} | œ     | a     | æ    | y   | ear     |       |       |   |       |
| {orent.} io | {cur.} q | {iolx} k | {z} sc{st} | {&} g |      |      |       |       |      |     |         |       |       |   |       |
| ᛠ           | ᛢ        | ᛣ        | ᛥ          | ᚸ     |      |      | ᛘ     |       |      |     |         |       |       |   |       |
| ior         | cweorð   | calc     | stan       | ear   |      |      |       |       |      |     |         |       |       |   |       |

Un'altra riga di Fuþorc si trova sul Cotton Galba A.ii.
Walafrid Strabo riporta una riga di Fuþorc di 42 rune.

## Corpus d'iscrizioni

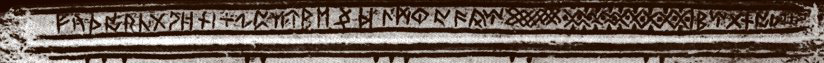
La serie del fuþorc sullo scramasax di Beagnoth.

Il progetto di catalogazione delle iscrizioni runiche in antico inglese ed antico frisone dell'Università Cattolica di Eichstätt-Ingolstadt (Germania) mira a raccogliere il corpus ritenuto autentico di tutte le iscrizioni in antico inglese con più di due rune nella sua edizione cartacea, mentre in quella elettronica include anche quelle di autenticità dubbia e fino a quelle a runa singola. Il corpus dell'edizione cartacea raccoglie circa un centinaio di oggetti (lastre di pietra, croci di pietra, ossa, anelli, spille, armi, urne, una tavoletta per scrivere, pinzette, una meridiana, pettini, bratteati, scrigni, una fonte, piatti e graffiti); il database include inoltre 16 iscrizioni a runa singola, diverse monete ed otto casi di caratteri runici dubbi (segni simili a rune, possibili lettere latine, rune rovinate dal tempo). Con poco meno di 200 iscrizioni, il corpus è considerevolmente più grande di quello del Fuþark antico continentale (circa 80 iscrizioni, V-VIII secolo) e di poco minore di quello del fuþark antico scandinavo (circa 260 iscrizioni, III-IX secolo).
I ritrovamenti runici in Inghilterra si concentrano lungo la costa orientale, con rari reperti sparsi nell'entroterra meridionale; i ritrovamenti frisoni si concentrano in Frisia occidentale. Looijenga (1997) ha elencato 23 iscrizioni inglesi (incluse due cristiane del VII secolo) e 21 frisoni che precedono il IX secolo.

## Iscrizioni
Le iscrizioni in fuþorc attualmente conosciute includono:

### Frisoni
- Portapettine di Ferwerd, VI secolo; me uræ
- Pettine di Amay, circa 600; eda
- Pettine di Oostyn, VIII secolo; aib ka[m]bu / deda habuku (con una h a tre barre)
- Pettine di Toornwerd, VIII secolo; kabu
- Solido di Skanomody, 575–610; skanomodu
- Solido di Harlingen, 575–625, hada (due rune ac, h a doppia barra)
- Solido di Schweindorf, 575–625, wela[n]du "Weyland" (o þeladu; da destra a sinistra)
- Tremisse di Folkestone, circa 650; æniwulufu
- Sceatta di Midlum, circa 750; æpa
- Impugnatura di spada di Rasquert (impugnatura di osso di balena di spada simbolica), tardo VIII secolo; ekumæditoka, forse "Io, Oka, non matto" (cfr. ek unwodz dal corpus danese)
- Spada di Arum, spada in miniatura in legno di tasso, tardo VIII secolo; edæboda
- Westeremden A; adujislume[þ]jisuhidu
- Bastone di Westeremden, bastone di legno di tasso, VIII secolo; oph?nmuji?adaamluþ / :wimœ?ahþu?? / iwio?u?du?ale
- Bastone di Britsum; þkniaberetdud / ]n:bsrsdnu; la k ha la forma che possiede nel Fuþark recente e probabilmente rappresenta una vocale.
- Piastra di Hantum in osso di balena; [.]:aha:k[; sull'altro lato vi sono le lettere latine ABA.
- Asta di Bernsterburen in osso di balena, circa 800; tuda æwudu kius þu tuda
- Garretto di Hamwick, 650-1025; katæ (catalogato come frisone sulla base di considerazioni linguistiche, da *kautōn "garretto")
- Wijnaldum B, pendente d'oro, circa 600; hiwi
- Portapettine di Kantens, primo V secolo; li
- Pettine di Hoogebeintum, circa 700; […]nlu / ded
- Wijnaldum A, pezzo di corno di cervo; zwfuwizw[…]

### Inglesi
- Pomello di spada in argento dorato di Ash Gilton (Kent), VI secolo; […]emsigimer[…]
- Chessel Down I (isola di Wight), VI secolo; […]bwseeekkkaaa
- Chessel Down II (isola di Wight), piastra d'argento (attaccata all'imboccatura di un fodero di spada), primo VI secolo; æko:?ori
- Fermaglio di rame di Boarley (Kent), circa 600; ærsil
- Spilla di Harford (Norfolk), circa 650; luda:gibœtæsigilæ "Luda riparò la spilla"
- Spilla cruciforme di rame di West Heslerton (North Yorkshire), primo VI secolo; neim
- Urna di Loveden Hill (Lincolnshire); V-VI secolo; lettura incerta, forse sïþæbæd þiuw hlaw "la tomba di Siþæbæd la fanciulla"
- Spong Hill (Norfolk), tre urne crematorie, V secolo; decorato con stampi runici identici, che recitano alu (in spiegelrunen).
- Kent II, monete (circa 30 oggetti), VII secolo; pada
- Kent III, IV, sceatte d'argento, circa 600; æpa ed epa
- Scellini d'oro del Suffolk (3 oggetti), circa 660; desaiona
- Astragalo di Caistor, V secolo; forse d'importazione scandinava, la traslitterazione dal Fuþark antico recita raïhan "capriolo"
- Attrezzi di rame di Watchfield (Oxfordshire), VI secolo; hariboki:wusa (in Fuþark antico, con una a probabilmente già anteriorizzata in æ)
- Spilla di rame di Wakerley (Northamptonshire), VI secolo; buhui
- Spilla di Dover (Kent), circa 600; þd bli / bkk
- Monete d'oro della valle dell'alto Tamigi (4 oggetti), anni 620; benu:tigoii; benu:+:tidi
- Ciotola di rame di Willoughby-on-the-Wolds (Nottinghamshire), circa 600; a
- Ciotola di rame di Cleatham (South Humbershire), circa 600; […]edih
- Pietra di Sandwich/Richborough (Kent), 650 o precedente; […]ahabu[…]i, forse *ræhæbul "cervo"
- Whitby I (Yorkshire); ueu
- Placche d'oro di Selsey (West Sussex), VI-VIII secolo; brnrn / anmu
- Tomba di San Cutberto (Durham), 698
- Whitby II (Yorkshire), pettine d'osso, VII secolo; [dæ]us mæus godaluwalu dohelipæ cy[ cioè deus meus, god aluwaldo, helpæ Cy… "mio dio, onnipotente dio, aiuta Cy…" (Cynewulf o un nome di persona simile)
- Scrigno di Franks, VII secolo.
- Scramasax del Tamigi, IX secolo.
- Croce di Ruthwell, VIII secolo; l'iscrizione potrebbe essere in parte una ricostruzione moderna.
- Pezzo di corno di cervo di Brandon; wohs wildum deoræ an "[questo] crebbe su un animale selvatico"; IX secolo[1].
- Anello di Kingmoor.
- Anello di Bramham Moor
- Scramasax di Beagnoth, XI secolo; l'unico alfabeto completo.

### Manoscritti
- Codex Vindobonensis 795 (IX secolo)
- Poema runico anglosassone (Cotton Otho B.x.165)
- Salomone e Saturno (Cotton Vitellius).